# La bella di Lodi (film)
La bella di Lodi è un film del 1963 diretto da Mario Missiroli e interpretato da Stefania Sandrelli, al tempo sedicenne. È l'unico film firmato da Missiroli, regista prettamente teatrale.
È tratto dalla prima versione del 1961, pubblicata come racconto su Il Mondo, del romanzo omonimo di Alberto Arbasino, autore assieme a Missiroli della sceneggiatura.

## Trama
Roberta e Franco si sono conosciuti in maniera occasionale su una spiaggia vicino a Marina di Pietrasanta in un pomeriggio d'estate. I due intraprendono una relazione che li porta in varie località del nord Italia: Modena, Bologna, Venezia e Lodi. La ragazza arriva a vivere per qualche tempo in un motel d'autostrada pur di stare vicina al suo amante nel vano tentativo di plasmarlo ed introdurlo così nel mondo borghese dell'imprenditoria e farne un manager commerciale nel settore delle automobili.

## Critica
il Morandini così recensisce la "storia d'amore tra una ricca, energica agraria del Lodigiano e una lenza di meccanico cremonese":